# Diego Andrés Rocha
Diego Andrés Rocha (geb. 1607 in Sevilla; gest. 1688 in Lima) war ein spanischer Jurist, Rechtsanwalt und Bürgermeister. Er kam bereits als Kind nach Peru und ist bekannt als Chronist, insbesondere als der Verfasser des Werkes Origen de los indios, eine Abhandlung über die Herkunft der Indios von Peru, Mexiko, Santa Fè und Chile. Der Autor war der persönliche Vertreter des Königs von Spanien in Peru (Oidor de la Real Audiencia de Lima).